# Parco eolico di Vindeby
Il parco eolico di Vindeby è stato un parco eolico offshore danese, operativo dal 1991 al 2017. Situato in mare nei pressi di Vindeby, a 2 km dall'isola danese di Lolland, è stato il primo parco eolico offshore costruito al mondo.

## Storia
Nel 1987 la Elkraft, società precedente la DONG Energy (oggi Ørsted), iniziò a valutare la possibilità di costruire un parco eolico offshore e analizzare le acque attorno all'isola di Lolland nel 1989.
I lavori di costruzione del parco eolico, il primo al mondo realizzato in mare aperto, iniziarono nel 1991, per un costo stimato equivalente a 10 milioni di euro, su iniziativa della SEAS e della Elkraft. Le 11 turbine eoliche furono posizionate in mare in 11 giorni. All'epoca le turbine eoliche offshore erano viste da più parti con enorme diffidenza, dovendo operare in condizioni climaticamente avverse e avendo un output energetico molto minore degli impianti onshore. Lo scetticismo attorno alla costruzione del parco era mutato nel 1997, quando i venti in mare aperto produssero più energia dei venti sulla terraferma.
Sebbene in precedenza in Svezia fosse stata posizionata una turbina eolica in mare, quello di Vindeby fu il primo parco eolico offshore propriamente detto, essendo composto da più turbine. Nel 1995 fu realizzato un secondo parco eolico in mare, quello di Tunø Knob. Fondamentale fu, in questo senso, l'esperienza del parco di Vindeby, che contribuì alla ricerca di modi più efficienti di estrazione di energia dal vento in mare aperto.
La concessione originaria prevedeva l'utilizzo del sito per venticinque anni, dal 1991 al 2016. Giunti al termine del periodo, nel 2016 la DONG Energy prese in considerazione l'ipotesi di chiudere il parco eolico, ormai arrivato alla fine della sua vita utile e divenuto non conveniente dal punto di vista economico. Vindeby chiuse nel settembre 2017, ma fu il primo di una lunga serie di parchi eolici di successo, che contribuirono ad un significativo abbattimento dei costi di produzione di energia elettrica dal vento.  In 25 anni produsse circa 243 GWh di energia elettrica.
Le pale delle turbine furono riciclate sotto forma di barriere sonore.